# 贻贝科维尔氏菌
贻贝科维尔氏菌（学名：Colwellia mytili）是科尔韦氏菌属的下属物种。此物种是一种革兰氏阴性、过氧化氢酶阳性、氧化酶阳性且耐冷（也可以是嗜温）的杆状细菌。此物种最早从韩国南海采集的紫贻贝（Mytilus edulis）中分离出来。

## 历史
贻贝科维尔氏菌的模式菌株RA2-7T最早从韩国南海采集的紫贻贝（Mytilus edulis）中分离出来。在2021年，Liu等人建议将该物种重新分类为一个新属，命名为Cognaticolwellia mytili 。尽管根据ICNP标准有效发布，Cognaticolwellia mytili目前仍然只是Colwellia mytili的同义词。

## 词源
新拉丁属格阳性名词“mytili”，指贻贝属（mytilus），表示以紫贻贝的属名命名，贻贝科维尔氏菌的模式菌株也是从中分离出来的。

## 系统发育学分类
基于16S rRNA基因序列的系统发育分析表明菌株RA2-7T属于科尔韦氏菌属。菌株RA2-7T与海岸沉积物科维尔氏菌、潮滩科维尔氏菌和极地科维尔氏菌等的模式菌株的16S rRNA基因序列相似度分别为98.3%、98.0%和97.5%。菌株RA2-7T与其他科尔韦氏菌属的物种的16S rRNA基因序列相似性值为94.5至96.5%。

## 描述
贻贝科维尔氏菌是一种需氧、不形成孢子的革兰氏阴性菌。它能够在4°C至25°C（最佳20℃，但不生长在高于28°C的环境）、pH6（最佳pH7至pH8，但不生长在低于pH5.5的环境）和1.5%至4.0%NaCl（最佳2%至3%）的条件下生长，因此它是一种耐冷（也可以是嗜温）、中性且耐盐的生物。它的细胞是杆状的，长0.5µm至8µm，宽0.3µm至0.7µm，用单极鞭毛运动。它的过氧化氢酶和氧化酶测试呈阳性。在20℃的海洋琼脂上培养5天后，菌落呈圆形，微凸，有光泽，光滑，灰黄色，大小为0.8至1.5毫米。